# Ralph Nelson Elliott
Ralph Nelson Elliott (* 28. Juli 1871 in Marysville, Kansas; † 15. Januar 1948) war ein US-Amerikaner, der die Elliott-Wellen-Theorie entwickelt hat.

## Leben
Elliott war lange Zeit als Buchhalter beschäftigt, unter anderem auch für das Außenministerium der Vereinigten Staaten. Von 1932 bis 1934 entwickelte er eine Theorie über Kursbewegungen an Aktienmärkten, die eine Weiterentwicklung der Dow-Theorie darstellt. Erst als er mit 67 Jahren krankheitsbedingt den Ruhestand antrat, beendete er den Großteil seiner Arbeiten an den Regeln des Aktienmarktes. 

## Wellen-Theorie
Die von ihm maßgeblich entwickelte Elliott-Wellen-Theorie geht auf die Zyklen des massenpsychologisch bewegten Aktienmarktes ein. Elliott-Wellen bauen auf den Fibonacci-Zahlen auf. Gemäß Elliotts Theorien, welche allein aus empirisch erhobenen Daten und der daraus folgenden intellektuellen Syntheseleistung erfolgten, soll eine Prognose zukünftiger Ereignisse sowohl an den Finanzmärkten als auch in Gesellschaft und Staatswesen zumindest bedingt möglich sein. Seine Befürworter bringen seine Lebensleistung in dem Satz zum Ausdruck: „Durch das Schlüsselloch in die Zukunft blicken“. Damit wird auf bestimmte charakteristische zeitliche Analogien zwischen Vergangenheit und Gegenwart angespielt.
| Personendaten    | Personendaten            |
| ---------------- | ------------------------ |
| NAME             | Elliott, Ralph Nelson    |
| KURZBESCHREIBUNG | US-amerikanischer Ökonom |
| GEBURTSDATUM     | 28. Juli 1871            |
| GEBURTSORT       | Marysville, Kansas       |
| STERBEDATUM      | 15. Januar 1948          |